# Róth Edith
Róth Edith (Torda, 1954. július 16. – Székelyudvarhely, 2020. január 25.) pedagógus, helytörténész. Róth András Lajos felesége.

## Életútja
A tordai Mihai Viteazul Líceumban érettségizett (1973), s a kolozsvári Babeș–Bolyai Egyetem történelem–filozófia szakán szerzett diplomát (1978). Azóta megszakítás nélkül a székelyudvarhelyi 1. sz. Ipari (Bányai János Műszaki Szakkollégium) Szakközépiskola modern didaktikai és módszertani elveket/eszközöket érvényesítő történelemtanára. Három gyermek: András Róbert, Ágoston István és Iringó Xénia édesanyja.

## Munkássága
Első írása Székelyudvarhelyen jelent meg (1993). Érdeklődési területe az oktatás, az iskolatörténet; e vonatkozású tanulmányait a Kelet-Nyugat közölte.
Önálló kötete: Százéves az állami kő- és agyagipari szakiskola. Fejezetek Székelyudvarhely ipari szakoktatásának múltjából (Székelyudvarhely 1993).

## Külső hivatkozások
- Fejezetek Székelyudvarhely ipari szakoktatásának múltjából
- Aranyosszék társadalmi fejlődése(1642–1821)